# Districte grec d'Esmirna
El districte grec d'Esmirna (avui dia Izmir) fou una zona d'Anatòlia que fou assignada pels aliats a Grècia després de la I Guerra Mundial, tot i que els italians aspiraven també a la zona.
Les forces gregues van desembarcar a Esmirna el 15 de maig de 1919 i van ocupar Esmirna i els seus voltants. Les potències Aliades van sancionar i supervisar la planificació de l'operació i hi van ajudar dirigint les seves forces a prendre el relleu en alguns llocs clau i amb moviment de vaixells de guerra al port d'Esmirna. Durant el desembarcament un tret fou disparat pel regiment 1/38 Evzone i va desencadenar una violència significativa entre les tropes gregues i els ciutadans de Esmirna. L'esdeveniment va ser significatiu per la creació de la zona d'ocupació grega del districte d'Esmirna que va durar tres anys i va ser una espurna per la Guerra greco-turca (1919-1922).

## Preludi
Al final de la primera Guerra Mundial (1914-1918) i amb l'Armistici de Mudros (30 d'octubre de 1918) que va acabar amb el front otomà a la primera Guerra Mundial, els aliats van iniciar una sèrie de converses de pau centrades en la divisió de l'Imperi Otomà. Durant la Conferència de Pau de París, 1919 els italians van desembarcar i van ocupar Antalya i la seva regió i van començar a mostrar signes de moviment de tropes cap a Esmirna. Quan els italians van sortir de la reunió en senyal de protesta per altres qüestions, el Primer Ministre Britànic David Lloyd George i el Primer Ministre grec Eleftherios Venizelos van utilitzar un informe alterat per a les negociacions de pau en que s'al·legava que les poblacions cristianes estaven sota amenaça directa dels turcs, per convèncer a França i als estats Units per donar suport a una ocupació grega de la vilaia d'Aidin centrada a Esmirna. Les fronteres i els termes de l'ocupació grega no es van decidir, però a principis de maig de 1919, les potències Aliades van donar suport a les tropes gregues destinades a Esmirna i van traslladar una sèrie de vaixells de guerra a la zona per preparar-se pel desembarcament.
Mentre que les negociacions estaven encara en progrés, Venizelos va informar a Clemenceau de la deterioració de la situació a la vilaia d'Aidin, on el governador local, Nureddin Pasha, va ordenar a grups musulmans de cometre excessos contra la població grega. La intel·ligència britànic també va ser informada de la degradació de la llei i l'ordre a la zona i del paper dels italians (que s'acostaven des de Antalua) en provocar aquesta situació. A principis de maig, Venizelos va informar de cooperació entre Italià i Turquia al Suprem Consell Aliat i va demanar que els vaixells Aliats fossin enviats a Esmirna. Aquesta petició, tot i que inicialment acceptada pel Consell, no es va dur a terme immediatament. En aquest context, el Primer Ministre Britànic i el Foreign Office van ser els principals impulsors del desembarcament grec amb l'objectiu de "restablir l'ordre públic i impedir les matances".

### Reaccions turques
Un temps abans es va organitzar la Societat per a la Defensa dels Drets Otomans a Izmir (Izmir Müdafaa-i Hukuk-ı Osmaniye Cemiyeti) per preparar-se per a l'arribada de les tropes gregues. Nureddin Pasha va ser nomenat governador del vilaiat d'Aidin i Comandant de l'Àrea d'Aidin (Aydın Bölge Komutanlığı), i va donar suport a les activitats de la Societat per a la Defensa dels Drets Otomans a Izmir. Però va renunciar sota la pressió de les Potències Aliades. "Kambur" Ahmed Izzet Bey va ser nomenat com a nou governador l '11 de març, i el general retirat Ali Nadir Pasha va ser nomenat al càrrec de comandant militar, el 22 de març de 1919.

### Flota aliada
En les primeres setmanes de maig de 1919, vaixells de guerra aliats van entrar a la zona per preparar l'operació. L'almirall britànic Somerset Gough-Calthorpe va ser el principal comandant de l'operació que va implicar tropes britàniques, americanes, franceses, italianes i gregues. L'11 de maig de 1919 el contraalmirall Mark L. Bristol (comandant del Destacament Naval Americà en Aigues Turques), va arribar a Izmir des d'Istanbul, en un cuirassat. Les forces britàniques ocuparien Karaburun i Uzunada, les franceses ocuparien Urla i Foça, i les gregues ocuparien la fortalesa de Yenikale.

## El desembarcament grec

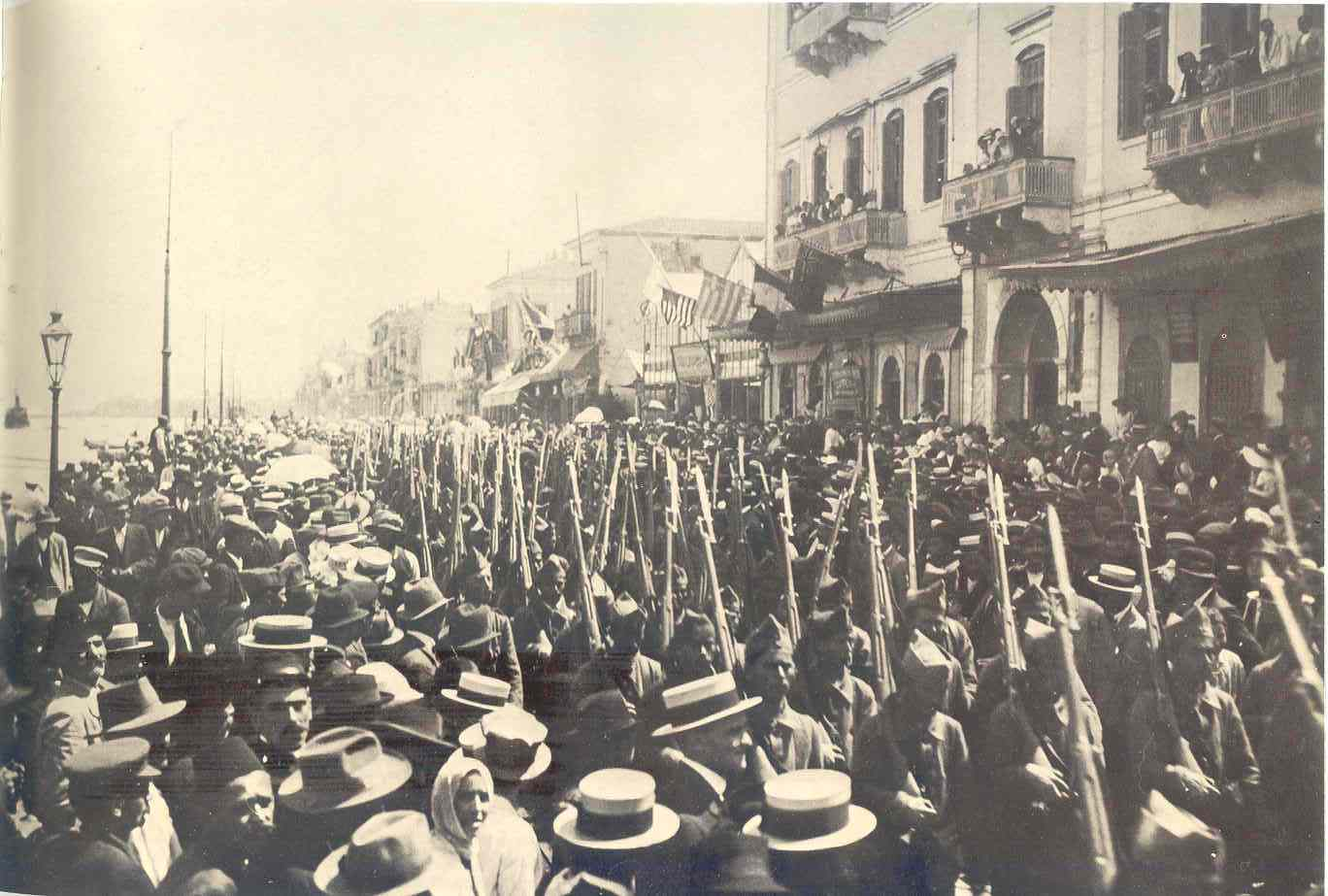
Grec tropes marxant a Izmir pel carrer del Litoral, maig de 1919

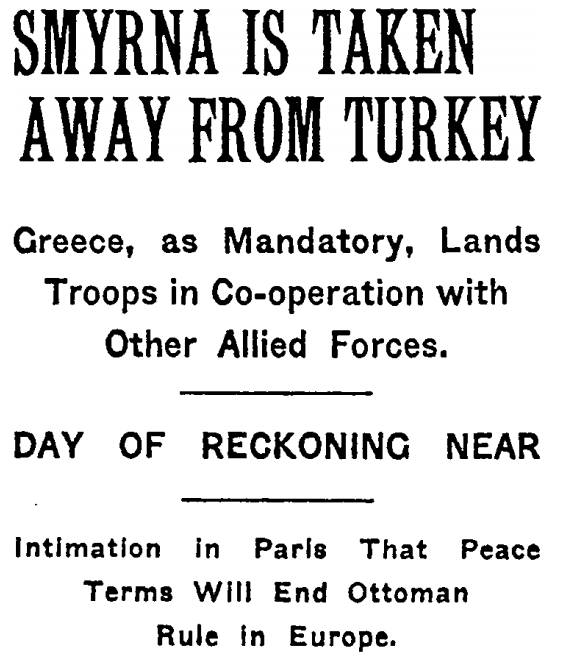
Article del New York Times, 17 de maig de 1919

A la tarda de l'11 de maig de 1919, el comandant de la 1a Divisió d'Infanteria de l'Exèrcit Grec es va situar a Kavala (Cavalle), el coronel Nikolaos Zafeiriou, va rebre el comandament de l'operació. L'endemà al matí, la força de desembarcament que constava de 13.000 soldats, així com personal auxiliar i 14 vaixells de transport escortats per 3 destructors britànics i 4 grecs, estaven davant d'Esmirna. Zafeiriou es va dirigir als seus soldats, que van saber llavors el seu destí després de la sortida; en el seu manifest el coronel recordava que a Esmirna trobarien turcs, jueus i altres europeus i que tots havien de ser tractats de la mateixa manera, ja que en poc temps "seran els nostres germans com si fossin autèntics grecs".
El 14 de maig de 1919, la missió grega a Esmirna va poder llegir un comunicat anunciant que les tropes gregues arribarien l'endemà a la ciutat. Smith informa que aquesta notícia va ser rebuda amb gran emoció" per la població grega de la ciutat, mentre que milers de turcs es van reunir a la nit al turó i van encendre focs i tocar tambors, en senyal de protesta. Més tard, les traduccions de proclames emeses pels turcs en aquesta ocasió, va mostrar que la intenció no era purament la resistència pacífica. La mateixa nit, diversos centenars de detinguts, majoritàriament turcs, van ser alliberats de la presó, amb la complicitat de les autoritats otomanes i el major italià a càrrec de la presó. Alguns d'ells va rebre armes comprades en un magatzem a prop de la caserna.
L'ocupació grega d'Esmirna va començar l'endemà, on milers de persones es van reunir a primera línia de mar, saludant les banderes gregues als molls on esperaven l'arribada de les tropes. El Metropolità d'Esmirna, Crisòstom d'Esmirna va beneir les primeres tropes que van arribar a les 08:00. Un coronel, que no tenia ni la voluntat ni el prestigi per obligar els seus homes, va ser el responsable de l'operació i no hi eren ni l'Alt Comissionat ni els alts càrrecs militars que havien d'esperar el desembarcament, a causa de la falta de comunicació, i aviat es va produir un trencament de la disciplina. El més important fou el desembarcament del regiment 1/38 Evzone que es va produir al nord de la zona assignada; com a resultat van haver de marxar al sud passant per zones on els grecs feien festa però també per la konak (casa residència) del govern otomà i els quarters de les tropes otomanes. Un turc va disparar un tir (Smith indica que no se sap qui va disparar el tir) i el caos provocat va causar que els grecs disparessin múltiples trets cap al Konak i la caserna militar. Les tropes otomanes es va rendir a les tropes gregues i els regiments grecs van començar a portar-los per la costa cap a un vaixell, per servir com a presó temporal. Oficials aliats al port van informar que van veure tropes gregues clavant la baioneta a molts presos turcs durant la marxa i després es va veure que alguns d'ells foren llançats a la mar. Els Presoners foren obligar a cridar "visca Venizelos!" i "Llarga vida a Grècia!". Donald Whittall, un ciutadà britànic i un dels pocs observadors neutrals durant l'aterratge, va comentar sobre el tractament dels presoners turcs, "no havien de rebre cap humiliació i en van rebre moltes". Whittall estima que trenta presoners desarmats foren sacrificats. No es van cometre atrocitats per les masses gregues i els altres soldats grecs que van poder ser continguts pels seus oficials. El capità de l'HMS Adventure va informar, que un oficial turc, marxant amb les seves mans enlaire, va gira fora de línia. Va ser colpejat per la culata de fusell d'un soldat grec a la part posterior del seu cap. Quan es va intentar aixecar, se'l va colpejar una altra vegada i se li va clavar la baioneta abans que la part superior del seu cap fos arrencada.
La violència i el desordre va seguir al desembarcament de les tropes gregues i els ciutadans grecs d'Esmirna van participar en aquestes accions. Alguns comerços de jueus també van ser saquejades pels soldats grecs. Per a l'endemà del desembarcament les tropes gregues van detenir arbitràriament al voltant de 2.500 persones. L'espoli de cases de turcs a la ciutat i en els seus voltants va començar la nit del 15 de maig i va continuar durant molts dies després. La Comissió Inter-Aliada d'Investigació va informar que el 15 i 16 de maig diversos actes de violència i atacs a persones turques i a les seves llars van tenir lloc a la ciutat. Els fes (els barrets otomans) foren robats, el que impedia als turcs sortir de casa seva. Moltes dones van ser violades. Algunes persones van ser assassinades. Els actes de violència i saqueigs van ser comesos en la seva major part per una torba dels grecs de la ciutat, tot i que s'ha demostrat que els soldats també s'hi van unir i que les autoritats militars no van prendre mesures eficaces per impedir els actes de violència i saqueigs fins que es era massa tard.

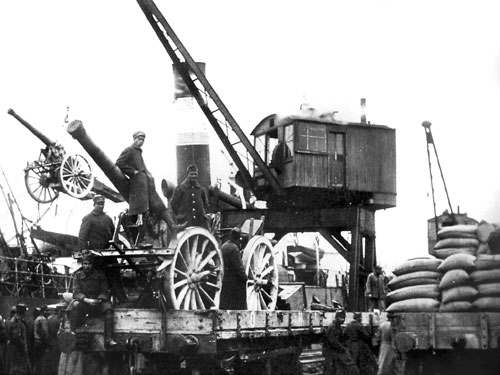
Tropes gregues carregant artilleria

L'almirall Calthorpe va abandonar l'àrea el 21 de maig i el 23 de maig, el comandant grec de la zona seguia, en contra de les ordres donades pels Aliats i per Venizelos, ordenant l'expansió de les operacions militars a Aydın i Şuhut. Aquestes operacions inicialment va fer front a una insignificant resistència, però finalment va esclatar la violència ètnica al llarg del camí, especialment en la batalla d'Aydin del 27 de maig fins al 27 de juny de 1919. En molts llocs, les forces gregues van desmobilitzar a la policia otomana i després van sortir de la zona resultant en turbes turques espoliant propietats de grecs i matant ciutadans grec. Aquesta va ser una represàlia a les atrocitats comeses pel grec soldats i civils a Esmirna entorn i contra els turcs.
Quan les atrocitats van ser exposades i condemnades per la Cambra dels Comuns Britànica el 26 de juny, Venizelos es va trobar davant la pressió diplomàtica britànica per dur a terme una investigació oficial.
La cort marcial de 15 d'agost de 1919 liderada per l'Alt Comissionat Grec per a la violència del 15 i 16 de maig va pronunciat 74 condemnes (incloent 48 grecs, 13 turcs, 12 armenis i un jueu).
Segons la Comissió Inter-Aliada d'Investigació, les baixes el 15 de maig van ser les següents: grecs de l'exèrcit (2 morts, 6 ferits); 100 grec civils (20 morts, 20 ofegats, 60 ferits); 300-400 civils turcs morts o ferits.
Testimonis a Esmirna van informar de un nombre més gran de víctimes civils turques. L'Oficial Naval dels Estats Units de l'USS Arizona, que era al port d'Esmirna, va estimar en 300-500 els trucs morts amb un total de 700-1000 baixes. Sobre les baixes gregues va estimar 2 morts i 15-20 soldats ferits, i 20-30 morts civils i 40-50 ferits. El Reverend MacLachlan, un canadenc a càrrec del col·legi internacional d'Esmirna, estimava els morts turcs en 400-600.

## Impactes
L'exèrcit grec des del començament va començar a mostrar signes que no havien vingut per a una ocupació temporal, sinó més aviat per a una permanent annexió; per incorporar la part occidental de la península d'Anatòlia a Grècia. Aquesta intenció ja era clar per a alguns turcs després de veure quins eren els territoris que els grecs havien ocupat. Els turcs van reaccionar a aquests fets amb ira, resultant la violència a la regió. Després del xoc inicial del desembarcament, grups turcs van començar les represàlies cometent excessos contra les comunitats de civils grecs que residien fora de la zona d'ocupació. Hi va haver grans manifestacions contra les Forces Aliades, a Istanbul; a la península d'Anatòlia el primer enfrontament armat es va produir el 28 de maig a Ödemiş entre un petit cos de turcs i grecs de l'exèrcit. Després, les guerrilles turques van començar a actuar al llarg de la línia de penetració grega.
El desembarcament grec a Esmirna va crear la Zona d'Esmirna que va administrar la zona des del 1919 fins al 9 de setembre de 1922. Després de la violència el maig de 1919, molts dels aliats van començar a limitar el seu suport a l'operació: França i Itàlia es va convertir en els mes oposats a l'ocupació grega permanent; el Tractat de Sèvres de 1920 va donar el control administratiu de l'àrea a Grècia com a districte grec d'Esmirna sota autoritat d'un parlament local, mentre que Turquia conservaria la sobirania si bé el parlament local hauria de convocar un plebiscit sobre la unió definitiva a Grècia després de 5 anys. La ocupació grega va acabar quan les forces turques van entrar a Esmirna (Izmir) el 9 de setembre de 1922.